# Advokatsalær
Advokatsalær er et salær betalt til en advokat for dennes arbejde, og det udgør dermed en del af sagsomkostningerne. 
Der gælder ikke én fast timepris for alle advokater, da det er i strid med konkurrencereglerne i Danmark. 
Advokater kan ikke fuldstændigt frit fastsætte deres salær. Advokater må ifølge retsplejelovens § 126 kun tage et rimeligt salær for deres arbejde. Advokaten skal desuden, hvis klienten er almindelig forbruger, uopfordret fortælle denne, hvad bistanden kommer til at koste. Hvis det ikke er muligt, skal advokaten oplyse om, hvilke hovedelementer der vil indgå i salærberegningen.
Hvis en klient er utilfreds med advokatens salær, kan klienten klage til Advokatnævnet. 
Landsretterne har lavet en vejledning til satser pr. 1. januar 2009 for fastsættelsen af et passende beløb til dækning af udgifter til advokatbistand i proceduresager. Dette repræsenterer dermed den del af sagsomkostningerne, der kan blive dækket af modparten i fald man vinder retssagen. Advokatsalæret vil dog oftest være højere.
| Sagsværdi             | Salær (ekskl. moms)  | Salær (inkl. moms)    |
| --------------------- | -------------------- | --------------------- |
| 0 - 50.000            | kr. 10.000 - 18.000  | kr. 12.500 - 22.500   |
| 50.001 - 200.000      | kr. 11.000 - 37.500  | kr. 13.750 - 46.875   |
| 200.001 - 500.000     | kr. 22.000 - 55.000  | kr. 27.500 - 68.750   |
| 500.001 - 1.000.000   | kr. 37.500 - 82.500  | kr. 46.875 - 103.125  |
| 1.000.001 - 2.000.000 | kr. 55.000 - 115.000 | kr. 68.750 - 143.750  |
| 2.000.001 - 5.000.000 | kr. 87.500 - 225.000 | kr. 109.375 - 281.250 |

## Ekstern henvisning
- Advokatsamfundet – Advokatsalær Arkiveret 26. december 2012 hos  Wayback Machine
- Landsretterne vejledning vedrørende advokatsalærer Arkiveret 4. marts 2016 hos  Wayback Machine

Referencer:
1. ↑  "Advokatsamfundet". Arkiveret fra originalen 26. december 2012. Hentet 10. december 2012.